# Wiel Coerver
Wiel Coerver (Kerkrade, 3 dicembre 1924 – Kerkrade, 22 aprile 2011) è stato un calciatore e allenatore di calcio olandese, di ruolo difensore, nonché inventore e diffusore del "metodo Coerver".

## Biografia
È il padre minatore che trasmette ai tre figli la passione per il calcio. Coerver ricordava che «da giovani avevamo solo il calcio, strada contro strada, senza mai fermarsi».

## Carriera
Nel 1956 la sua squadra, il Rapid JC, successivamente denominata Roda, divenne campione dei Paesi Bassi; egli era capitano e giocava da terzino.
Dopo aver smesso di giocare si cimenta come allenatore in varie realtà professionistiche olandesi. I maggiori successi calcistici li ebbe con il Feyenoord con il quale vinse tra il 1973 e il 1975 un campionato olandese e una Coppa UEFA. L'anno successivo tenne dei corsi per la federazione indonesiana. Quest'esperienza lo segnò profondamente: «In ogni località, anche nei posti più sperduti centinaia di bambini arrivarono entusiasti disposti ad allenarsi: fu un periodo fantastico». Coerver divenne vicecampione asiatico con la squadra indonesiana.
Una malformazione al cuore mise poi fine alla sua carriera di allenatore professionista. Dopo la convalescenza visitò molte realtà calcistiche per l'Europa e approfondì al contempo il suo programma d'allenamento.

## Metodo Coerver
Il metodo Coerver Coaching per prima cosa analizza i grandi giocatori attraverso dei video e arriva alla conclusione che molte delle loro abilità nell'"uno contro uno" e nel controllo di palla possano essere sezionate ed insegnate a molti giocatori.
Da queste poche mosse dei grandi giocatori, Wiel Coerver e il suo presidente concepirono centinaia di esercizi individuali e di gruppo e giochi che formarono le basi dei prodotti e degli eventi del Coerver Coaching.
Da quel momento il Coerver Coaching diffuse sempre più i suoi prodotti e i suoi programmi in Asia, negli Stati Uniti, in Europa, Australia e Africa diventando uno dei più rispettabili programmi d'insegnamento per federazioni nazionali, club professionistici, star del calcio e per allenatori con un numeroso elenco di specializzazioni.

## Palmarès

### Giocatore

#### Club

##### Competizioni nazionali
- Campionato olandese di calcio: 1

Rapid JC: 1955-1956

### Allenatore

#### Club

##### Competizioni nazionali
- Campionato olandese di calcio: 1

Feyenoord: 1973-1974
- Coppa UEFA: 1

Feyenoord: 1973-1974